# (2183) Neufang
(2183) Neufang es un asteroide perteneciente al cinturón de asteroides, descubierto el 26 de julio de 1959 por Cuno Hoffmeister desde el Observatorio Boyden, en Bloemfontein, Sudáfrica.

## Designación y nombre
Designado provisionalmente como 1959 OB. Fue nombrado Neufang en homenaje a Neufang ciudad donde nació el descubridor.